# Чимерис Георгій
Георгій Чимерис (нар. 5 жовтня 1972) — український сучасний п'ятиборець. Він брав участь у літніх Олімпійських іграх 1996 та в Літніх Олімпійських іграх 2000.